# Šandrovac
Šandrovac es un municipio de Croacia en el condado de Bjelovar-Bilogora.

## Geografía
Se encuentra a una altitud de 161 m s. n. m. a 107 km de la capital nacional, Zagreb.

## Demografía
En el censo 2011 el total de población del municipio fue de 1776 habitantes, distribuidos en las siguientes localidades:
- Jasenik - 55
- Kašljavac - 153
- Lasovac - 561
- Lasovac Brdo - 9
- Pupelica - 171
- Ravneš - 117
- Šandrovac - 710

| Gráfica de población de Šandrovac 1857-2011                         |
|                                                                     |
| Según los censos de población de la oficina estadística de Croacia. |